# 协理大臣
内阁协理大臣是清朝末年仿行宪政時於1911年5月設立的責任內閣職務，人數為一至二人，主要職責為協助內閣總理大臣處理政務。如果內閣總理大臣有事不能處理政務，則由协理大臣暫代，相當於現代內閣制國家的副首相或副總理。那桐、徐世昌曾經擔任協理大臣。